# Oľdza
Oľdza (maď. Olgya) je obec na Slovensku v okrese Dunajská Streda. V katastrálním území obce se nacházejí významné zásoby štěrkopísků nadregionálního významu na bázi říčních náplavů Dunaje a Malého Dunaje. V oblasti, kde leží obec Oľdza, jsou lokalizovány i významné zdroje kvalitní pitné vody ve větší hloubce (katastrální území obce patří do Chráněné vodohospodářské oblasti Žitný ostrov).

## Historie
První písemná zmínka o obci pochází z roku 1239, kdy je uváděna jako Olgia, v roce 1259 pak jako Ouga. V listině z roku 1251 se zmiňují Iobagio castri de Ovga, čili poddaní obce Ovga (vyslovovalo se zřejmě podle místního nářečí jako Óďa). V listině krále Matyáše Korvína z 29. května 1488 je zmiňována pod jménem Ogya. Na začátku 20. století zde stálo 48 domů a žilo 248 obyvatel, většinou maďarské národnosti. V letech 1938 až 1945 byla obec připojena k Maďarsku. V roce 1948 obec obdržela nový název – Oľdza.